# Kozelská tůň
Kozelská tůň je vodní plocha (tůň či slepé rameno), nacházející se při pravém břehu Labe (mezi 851,9 a 851,1 říčním km) v okrese Mělník na území města Neratovice (v částech Mlékojedy a Lobkovice) a obce Tišice (v části Kozly).
Lokalita je součástí Evropsky významné lokality (EVL) Polabí u Kostelce a nadregionálního biokoridoru Labe.
Tůň vznikla v roce 1926 po regulaci Labe a připadla Neratovickému rybářskému klubu. Po roce 1948 přešel zdejší úsek Labe do správy tehdy rybářského klubu v Neratovicích, avšak Kozelská tůň zůstala v držení  Žižkovského rybářského družstva v Praze. V současnosti je tůň součástí revíru č. 411 157 - Labe 16 A - Tůně Kozly - Kozelská tůň.
V roce 2024 získalo město Neratovice dotaci z Operačního programu Životní prostředí a Ministerstva životního prostředí s registračním číslem CZ.05.01.03/11/23_047/0002373. Cílem projektu je obnova a revitalizace labského ramene. Revitalizace bude spočívat především v odstranění více než 52 tisíc m³ sedimentu. Odbahnění bude prováděno prostřednictvím sacího bagru, který bude zředěný sediment čerpat do odvodňovacích lagun zbudovaných ve vzdálenosti cca 2,75 km od ramene. Odvodněný sediment bude ukládán částečně na zemědělských pozemcích a částečně bude trvale deponován v laguně č. 1. Celkové předpokládané výdaje na revitalizaci činí 77 798 508 Kč a dotace se poskytuje v maximální výši.